# クリーデンス・クリアウォーター・リバイバル
クリーデンス・クリアウォーター・リバイバル（Creedence Clearwater Revival, 略称CCR）は、アメリカ合衆国のロックバンド。単純明快なロックンロールのベースに、ロカビリー、ブルース、R&B、カントリーから影響を受けた、豊かな音楽性を持っていた。
カリフォルニア州サンフランシスコ出身であるが、西海岸らしからぬ南部ルーツ音楽寄りの姿勢はアメリカ南部で隆盛を極めたサザン・ロックの先駆的グループであり、また泥臭いサウンドはスワンプ・ロックといえる存在でもあった。
4年間余りという短い活動期間であったが、シングル、アルバムともに多くのヒット作を残した。1993年にロックの殿堂入りした。ローリング・ストーンの選んだ「歴史上最も偉大な100組のバンド」で第82位。

## 来歴
1959年にジョン・フォガティ (Vocal&G)、ステュ・クック (B)、ダグ・クリフォード (Ds) の3人が中学校時代に出会って結成されたザ・ブルー・ベルベッツを前身とする。後にジョンの兄で、既にバンド活動をしていたトム・フォガティ (G) が加入する。メンバーは全員がカルフォルニア州出身である。
1967年にサンフランシスコを拠点とするジャズ系ローカル･レーベルのファンタジー・レコードと契約を結び、バンド名を「ゴリウォッグス」と変えてデビュー。ゴリウォッグスとは「醜い面相の男たち」のことであり、メンバーはこの名前もレーベル側から無理やり着せられた衣装も気に入らなかったという。
翌1968年にバンド名をクリーデンス・クリアウォーター・リバイバル（CCR）と改めた。クリーデンス（信用の意）はトムの友人「クリーデンス・ニューボール」から、クリアウォーターはビールのCMに用いられていた流れる水の映像とメンバー全員の関心事であったエコロジーの観点から、リバイバルは新しいバンド名で再出発するという復活の意味から採られた。
同年にデビュー曲としてファンタジー・レコードから発表されたルイジアナのシンガーソングライター、デイル・ホーキンスのカバー「スージーQ」はサンフランシスコ・ベイエリアやシカゴのラジオ局でオンエアされた。ファースト・アルバムはこの長尺な「スージーQ」で、スクリーミン・ジェイ・ホーキンズの「アイ・プット・ア・スペル・オン・ユー」カバーなどが収録され、内容はブルース・ロックとサイケデリックな曲などを含み、当時ヒッピー文化が全盛だったサンフランシスコでも人気となった。
1969年から1971年にかけて、代表曲となる「プラウド・メアリー」、「ダウン・オン・ザ・コーナー」、「雨を見たかい」といったヒットを飛ばす。「プラウド・メアリー」、「バッド・ムーン・ライジング」、「グリーン・リヴァー」、「トラベリン・バンド」、「ルッキン・アウト・マイ・バック・ドア」の5曲は全てビルボード・シングルチャートで最高第2位を記録。現在まで全米1位を獲得できなかった歌手やグループの中で最多となる、5曲の全米第2位楽曲を持つという記録の保持者となっている。
人気バンドになったCCRだったが、楽曲のほとんどを作曲してサックスからピアノまで演奏するジョンの才能に注目が集中した。他のメンバーがベーシックトラック録音のみに参加した曲も存在し、特に6枚目のアルバム「ペンデュラム」が実質ジョンのワンマンレコーディング作ではないかと思われたことがあった。この結果、メンバー間の軋轢が生じ、1971年1月にマネージャーを兼任していたトムがジョンと仲違いして脱退。ジョンが新マネージャーとして連れてこようとしたアラン・クレインは、「ビートルズを解散させた男」として悪名高い人物だった。
1971年の「雨を見たかい」はビルボード8位のヒットとなった。この曲の歌詞が「ベトナム戦争の反戦歌で、『雨』はアメリカ軍によるナパーム弾爆撃の隠喩である」という説が広く信じられているが、作者のジョンは、1997年に当時のオフィシャル・ウェブサイトで次のように発言し、反戦歌であることを否定している。
この事は、ベイエリアでは他の地区よりもよく起こる。陽が照ってるのに雨が、虹と雨粒が降って来る事がある。風が吹くと、雨が金門橋を越えてサンフランシスコ湾に飛ばされて来るんだ。「雨を見たかい」はCCRの崩壊についての歌なんだ。"Have you ever seen the rain coming down, sunny day?" の部分は、sunny dayは黄金時代のクリーデンスを示してる。しかし、俺たちに雨が降りかかって来るのが見えたって事を言ってるわけさ。—Hank Bordowitz著 "Bad Moon Rising" p.107-108
一方、ドラムのクリフォードは、ひとつ前のアルバムの曲「フォール・ストップ・ザ・レイン」と混同されたのではないかと語っている。この曲の「雨」はニクソン政権による空爆を指しているという。
トム・フォガティ脱退後、3人編成で翌1972年に発表した7枚目のアルバム「マルディ・グラ」は、各メンバーの手掛けた曲やヴォーカル曲も取り入れ人気曲「サムデイ・ネバー・カムズ」を収録した作品であったが、同年10月にバンドはおよそ4年余りの活動で解散した。

## 音楽
ヒッピー文化全盛だった60年代後半に登場した西海岸のバンドは、アルバム志向のバンドが多く存在したが、CCRはシングルヒットに執着したバンドだった。彼等の音楽はカントリー・ミュージック、ブルースの影響が濃いため、リアルタイムで聴いた当時のリスナーは南部のバンドではないかと思いこむファンも多く、元祖サザン・ロックとも呼ばれたが、メンバーはカリフォルニア（西海岸）出身である。クックは「音楽雑誌の記者たちは（僕らのことを）勝手に南部出身だと思い込んでいた様だね。僕らの音はジョンの想像世界と南部への憧れから生まれたんだ。流行のロックとは違う僕らの音楽を、分類して記事を書きやすくするために作られた造語だよ」と語っている。ジョン･フォガティも｢色々と分類されるのは真っ平御免だったよ。クリーデンスは一介のロック&ロール･バンドに過ぎなかったんだから」と反論していた。
1969年の発表された2枚目のアルバム「バイヨー・カントリーではルイジアナ のバイヨーを採り上げ、バイヨー一帯のリアルな描写を歌い、シングル発表された「プラウド・メアリー」はジョンがミシシッピ川を連絡する蒸気船「メアリー・エリザベス号 (Mary Elizabeth)」の写真から想像し 書き上げ、この曲がヒットし演奏公演で初めてアメリカ南部地域を訪れ、その際に「メアリー・エリザベス号」を見物したという逸話がある。
NHKで放送された「スターの殿堂 エド・サリバンショー」で、CCRの出演した際の映像が紹介された。

## 解散後のソロ活動
ジョン・フォガティは1973年にはブルーリッジ・レインジャーズ名義でソロ・アルバムを発表した。1975年にもソロ・アルバムを発表したが、ファンタジー・レコードの社長ソウル・ゼインツとの訴訟が長引き、約10年間にも亘って迷路に入り込んだような苦しい時期を過ごすことになった。しかし1985年に「オールド・マン・ダウン・ザ・ロード」がヒットし、ファンを喜ばせた。1998年にはハリウッド・ウォーク・オブ・フェームの星を獲得している。
クックとクリフォードは、1976年に結成した「ザ・ドン・ハリスン・バンド」を経て、様々なセッションに参加し、1995年に結成した「クリーデンス・クリアウォーター・リビジテッド」のメンバーとしてライブを行っている。これまでジョン・フォガティとの交流、接触は一切絶っているという噂もあるが、実際にはイベントで顔を合わせている。
トム・フォガティは、脱退後ソロ・アルバムを数枚リリースしたがいずれもセールスでは失敗に終わった。1976年にはリーダー・バンドの「トム・フォガティ&ザ・ルビー」を結成し、ボビー・クックレンらとともに活動を続けていたがこちらも成功には程遠く、1980年にいったん解散し、1982年に再結成するも、トムが糖尿病を患ったために1984年、再び解散した。
1990年9月6日、闘病生活をしていたトムは糖尿病関連の疾病手術で受けた輸血から感染したエイズにより、息子のジェフを含む数人の子供たちに看取られながら、48歳でこの世を去った。仲違いしたジョンとのわだかまりは消えたかどうかは不明。

## ディスコグラフィ

### オリジナル・アルバム
- Creedence Clearwater Revival (1968年) (US #52)
- Bayou Country (1969年) (US #7)
- Green River (1969年) (US #1)
- Willy and the Poor Boys (1969年) (US #3)
- Cosmo's Factory (1970年) (US #1)
- Pendulum (1970年) (US #5)
- Mardi Gras (1972年) (US #12)

### ライブ・アルバム
- Live In Europe (1973年) (US #143)
- The Concert (1980年) (US #62)

### ベスト・アルバム
- Creedence Gold (1971年) (US #12)
- More Creedence Gold (1973年) (US #46)
- Chronicle, Vol. 1 (1976年) (US #100)
- Chronicle, Vol. 2 (1986年)

### シングル

#### ブルー・ヴェルヴェッツ時代
| Title                       | Writer(s)            | Catalog #   | Recorded  | Location                               | Released     | Vocals      | Producer |
| --------------------------- | -------------------- | ----------- | --------- | -------------------------------------- | ------------ | ----------- | -------- |
| "Come on Baby"              | Tom Fogerty          | OA-6177     | Fall 1961 | Orchestra Studios, Oakland, California | October 1961 | Tom Fogerty |          |
| "Oh My Love"                | Tom Fogerty          | OA-6177     | Fall 1961 | Orchestra Studios, Oakland, California | October 1961 | Tom Fogerty |          |
| "Have You Ever Been Lonely" | John Fogerty         | OA-611010   | Late 1961 | Orchestra Studios, Oakland, California | Early 1962   | Tom Fogerty |          |
| "Bonita"                    | John and Tom Fogerty | OA-611010   | Late 1961 | Orchestra Studios, Oakland, California | Early 1962   | Tom Fogerty |          |
| "Yes You Did"               | Tom Fogerty          | OA-6252 201 | 1962      | Orchestra Studios, Oakland, California | June 1962    | Tom Fogerty |          |
| "Now You're Not Mine"       | John Fogerty         | OA-6252 201 | 1962      | Orchestra Studios, Oakland, California | June 1962    | Tom Fogerty |          |

#### ゴリウォッグス時代
| Title                                  | Writer(s)            | Catalog #              | Recorded      | Studio                                     | Released       | Vocals                        | Notes                                                                    |
| -------------------------------------- | -------------------- | ---------------------- | ------------- | ------------------------------------------ | -------------- | ----------------------------- | ------------------------------------------------------------------------ |
| "Don't Tell Me No Lies"                | John and Tom Fogerty | Fantasy 590            | Mid 1964      | Fantasy Studios, Berkeley, California      | November 1964  | John and Tom Fogerty          |                                                                          |
| "Little Girl (Does Your Momma Know)"   | John and Tom Fogerty | Fantasy 590            | Mid 1964      | Fantasy Studios, Berkeley, California      | November 1964  | Tom Fogerty                   |                                                                          |
| "Where You Been"                       | John and Tom Fogerty | Fantasy 597            | January 1965  | Fantasy Studios, Berkeley, California      | April 1965     | Tom Fogerty                   |                                                                          |
| "You Came Walking"                     | John and Tom Fogerty | Fantasy 597            | January 1965  | Fantasy Studios, Berkeley, California      | April 1965     | John and Tom Fogerty          |                                                                          |
| "You Can't Be True"                    | John and Tom Fogerty | Fantasy 599            | April 1965    | Fantasy Studios, Berkeley, California      | July 1965      | John Fogerty                  |                                                                          |
| "You Got Nothin' on Me"                | John and Tom Fogerty | Fantasy 599            | April 1965    | Fantasy Studios, Berkeley, California      | July 1965      | John and Tom Fogerty          |                                                                          |
| "I Only Met You Just an Hour Ago"      | John and Tom Fogerty |                        | April 1965    | Fantasy Studios, Berkeley, California      | 2001           | John and Tom Fogerty          |                                                                          |
| "Brown-Eyed Girl"                      | John and Tom Fogerty | Scorpio 404            | August 1965   | Fantasy Studios, Berkeley, California      | November 1965  | John Fogerty                  |                                                                          |
| "You Better Be Careful"                | John and Tom Fogerty | Scorpio 404            | August 1965   | Fantasy Studios, Berkeley, California      | November 1965  | John Fogerty with Tom Fogerty |                                                                          |
| "Gonna Hang Around"                    | John and Tom Fogerty |                        | November 1965 | Fantasy Studios, Berkeley, California      | 2001           | John Fogerty                  |                                                                          |
| "Fight Fire"                           | John and Tom Fogerty | Scorpio 405            | February 1966 | Fantasy Studios, Berkeley, California      | March 1966     | John Fogerty                  |                                                                          |
| "Fragile Child"                        | John and Tom Fogerty | Scorpio 405            | February 1966 | Fantasy Studios, Berkeley, California      | March 1966     | John Fogerty                  |                                                                          |
| "Try Try Try"                          | John and Tom Fogerty |                        | February 1966 | Fantasy Studios, Berkeley, California      | 2001           | John and Tom Fogerty          |                                                                          |
| "She Was Mine"                         | John and Tom Fogerty |                        | Early 1966    | Fantasy Studios, Berkeley, California      | 2001           | John Fogerty                  |                                                                          |
| "Instrumental No. 1"                   | John and Tom Fogerty |                        | Early 1966    | Fantasy Studios, Berkeley, California      | 2001           |                               |                                                                          |
| "Action USA"                           |                      | radio promotional spot | June 1966     |                                            |                |                               |                                                                          |
| "Little Tina"                          | John and Tom Fogerty |                        | Mid 1966      | Fantasy Studios, Berkeley, California      | 2001           | John Fogerty                  |                                                                          |
| "Walking on the Water"                 | John and Tom Fogerty | Scorpio 408            | August 1966   | Fantasy Studios, Berkeley, California      | September 1966 | John Fogerty                  | re-recorded as "Walk on the Water" for Creedence Clearwater Revival      |
| "You Better Get It Before It Gets You" | John and Tom Fogerty | Scorpio 408            | August 1966   | Fantasy Studios, Berkeley, California      | September 1966 | John Fogerty                  |                                                                          |
| "Tell Me"                              | John and Tom Fogerty | Scorpio 410, cancelled | May 1967      | Fantasy Studios, Berkeley, California      | 2001           | John Fogerty                  |                                                                          |
| "You Can't Be True"                    | John and Tom Fogerty | Scorpio 410, cancelled | May 1967      | Fantasy Studios, Berkeley, California      | 2001           | John Fogerty                  |                                                                          |
| "Porterville"                          | John Fogerty         | Scorpio 412            | October 1967  | Coast Recorders, San Francisco, California | November 1967  | John Fogerty                  | produced by John Fogerty, later released on Creedence Clearwater Revival |
| "Call it Pretending"                   | John Fogerty         | Scorpio 412            | October 1967  | Coast Recorders, San Francisco, California | November 1967  | John Fogerty                  | produced by John Fogerty                                                 |

#### クリーデンス・クリアウォーター・リバイバル時代
1968年
- Porterville / Call It Pretending
- Suzie Q (Part One) (US #11) / Suzie Q (Part Two)
- I Put A Spell On You (US #58) / Walk On The Water

1969年
- Proud Mary (US #2) / Born On The Bayou
- Bad Moon Rising (US #2) / Lodi (US #52)
- Green River (US #2) / Commotion (US #30)
- Down On The Corner (US #3) / Fortunate Son (US #14)

1970年
- Travelin' Band (US #2) / Who'll Stop The Rain (US #2)
- Up Around The Bend (US #4) / Run Through The Jungle (US #4)
- Lookin' Out My Back Door (US #2) / Long As I Can See The Light (US #2)

1971年
- Have You Ever Seen The Rain (US #8) / Hey Tonight
- Sweet Hitch-Hiker (US #6) / Door To Door

1972年
- Someday Never Comes (US #25) / Tearin' Up The Country

1976年
- I Heard It Through The Grapevine (US #43) / Good Golly Miss Molly

## 日本公演

### 1972年
- 2月25日　愛知県体育館
- 2月28日　大阪厚生年金会館大ホール (昼夜2回公演)
- 2月29日　日本武道館